# Cipollino
Cippolino je povijesno utemeljeni naziv za dekorativne vrste mramora i drugih sličnih stijena koje su rezultat ugljičnih spojeva. 

## Definicija
Glavne oznake mramornih ili vapnenih stijena su u njima u valovitom izgledu zatvoreni minerali, najčešće zelene boje. U tom slučaju se govori o Cipollina mramoru. U modernoj petrografiji, ovim izrazom se označavaju kloridne ili silikatne tvorevine ugljičnih minerala.

## Etimologija
Naziv se svodi na talijansku riječ cipolla, što znači luk, te se samim tim objašnjava izgled istaloženih minerala unutar stijene. 

## Građevine
Mnoge građevine imaju dekorativne elemente različitih vrsta Cipollina:
- Pariz: glavni ulaz Opere Garnier
- Bern: sjedište savezne vlade Švicarske
- Aachen: mramorni dijelovi oktagona unutar Carske Katedrale.